# Samtgemeinde Eschershausen-Stadtoldendorf
La comunità amministrativa di Eschershausen-Stadtoldendorf (Samtgemeinde Eschershausen-Stadtoldendorf) si trova nel circondario di Holzminden nella Bassa Sassonia, in Germania. È stata creata il 1º gennaio 2011 dalla fusione delle precedenti Samtgemeinde Eschershausen e Samtgemeinde Stadtoldendorf.

## Suddivisione
Comprende 11 comuni:
1. Arholzen
2. Deensen
3. Dielmissen
4. Eimen
5. Eschershausen (città)
6. Heinade
7. Holzen
8. Lenne
9. Lüerdissen
10. Stadtoldendorf (città)
11. Wangelnstedt

Il capoluogo è Stadtoldendorf.